# Тагільська сільська рада
Тагі́льська сільська рада (рос. Тагильский сельский совет) — сільське поселення у складі Каргапольського району Курганської області Росії.
Адміністративний центр — село Тагільське.
Населення сільського поселення становить 1679 осіб (2017; 1661 у 2010, 1707 у 2002).

## Склад
До складу сільського поселення входять:
| Населений пункт      | Населення, осіб (2002) | Населення, осіб (2010) |
| -------------------- | ---------------------- | ---------------------- |
| Дачний, селище       | 87                     | 85                     |
| Ключі, селище        | 319                    | 293                    |
| Тагільське, село     | 980                    | 962                    |
| Черепанова, присілок | 199                    | 219                    |
| Шляпникова, присілок | 122                    | 102                    |